# Paramecium caudatum
Paramecium caudatum é uma espécie de organismo unicelular pertencente ao gênero Paramecium do filo Ciliophora. Pode chegar a 0,33 mm de comprimento e são cobertos com organelas denominadas cílios. Os cílios são usados na locomoção e alimentação.

## Aparência e características físicas
O Paramecium caudatum possui entre 200 a 300 micrômetros de comprimento. A película é uniformemente coberta com cílios, e tem um longo sulco oral, levando a cavidade oral, forrado com cílios. P. caudatum tem dois vacúolos contráteis em forma de estrela, e um envelope celular. A espécie é muito comum e generalizada em ambientes de água doce.
O Paramecium caudatum possui dois núcleos (um grande macronúcleo e um único micronúcleo compacto). Eles não podem sobreviver sem o macronúcleo e não podem se reproduzir sem o micronúcleo. Como todos os ciliados, o Paramecium caudatum se reproduz assexuadamente por fissão binária.